# Isola Nizkij (Golfo di Achmatov)
L'isola Nizkij (in russo Остров Низкий, ostrov Nizkij, in italiano "isola bassa") è un'isola russa che fa parte dell'arcipelago di Severnaja Zemlja ed è bagnata dal mare di Laptev.
Amministrativamente fa parte del distretto di Tajmyr del Territorio di Krasnojarsk, nel Circondario federale della Siberia.

## Geografia
L'isola è situata lungo la parte settentrionale dell'isola Bolscevica, a circa 400 m dalla costa. Si trova nella parte nord-orientale del golfo di Achmatov (залив Ахматова, zaliv Achmatova), a est di capo Dal'nij (мыс Дальний, mys Dal'nij), 500 m a sud di Južnyj (nelle isole Vstrečnye) e 1,3 km a sud-est dell'isola Ostryj.
L'isola è leggermente ovale e si sviluppa in direzione nord-sud con una lunghezza che non supera i 300 m. Non ci sono rilievi significativi.

## Isole adiacenti
- Isola Južnyj (oстров Южный, ostrov Južnyj), 500 m a nord.
- Isola Severnyj (остров Северный, ostrov Severnyj), a nord.
- Isola Ostryj (остров Острый, ostrov Ostryj), 1,3 km a nord-ovest.
- Isola Klin (остров Клин, ostrov Klin), a sud, oltre capo Dal'nij.